# Plagodis ustulataria
Plagodis ustulataria là một loài bướm đêm trong họ Geometridae.